# Chimarra signata
Chimarra signata là một loài Trichoptera trong họ Philopotamidae. Chúng phân bố ở miền Australasia.